# Brachyanax magnipennis
Brachyanax magnipennis är en tvåvingeart som beskrevs av Neal L. Evenhuis 1981. Brachyanax magnipennis ingår i släktet Brachyanax och familjen svävflugor. Inga underarter finns listade i Catalogue of Life.